# Chjargas Nuur
Der Chjargas Nuur (mongolisch Хяргас Нуур; russisch Хяргас-Нуур) ist ein abflussloser Salzsee im Nordwesten der Mongolei.
Der See befindet sich auf einer Höhe von 1028 m in der Chjargas-Becken im Becken der Großen Seen. 
Die Wasserfläche beträgt 1360 km². Die maximale Wassertiefe liegt bei 80 m. Der Gehalt gelöster Feststoffe im Wasser beträgt 7,5 g/l. Zwischen November und April gefriert die Seeoberfläche. Die Flachküste grenzt zumeist an Wüste. Nur stellenweise gibt es am Chjargas Nuur Wiesenflächen. Der See ist fischreich (der Karpfenfisch Diptychus maculatus und weitere Fischarten). Unweit des Südufers  befindet sich der kleinere See Airag Nuur, der einen Abfluss zum Chjargas Nuur besitzt.